# Port lotniczy Orapa
Port lotniczy Orapa – krajowy port lotniczy położony w mieście Orapa, w Botswanie.